# Tałas (rzeka)
Tałas – rzeka w Kirgistanie i Kazachstanie. Długość – 661 km, powierzchnia zlewni – 52,7 tys. km².
Tałas powstaje z połączenia rzek Karakoł i Uszkaszi mających źródła w Górach Kirgiskich - jednym z pasm zachodniego Tienszanu. Płynie na północny zachód, wypływa na pustynię Mujun-kum i ginie w jej piaskach.
Przepływa m.in. przez miasta obwodowe Tałas w Kirgistanie i Taraz w Kazachstanie. Wykorzystywana do nawadniania. Zbudowano na niej kilka elektrowni.
Nad rzeką doszło do bitwy chińsko-arabskiej.